# Подруга невесты (фильм)
«Подруга невесты» (фр. La Demoiselle d’honneur) — фильм французского режиссёра Клода Шаброля по роману Рут Ренделл, вышедший на экраны в 2004 году.

## Сюжет
В тихом спальном районе французского города живёт семья. Мать Кристин Тардье (Орор Клеман) работает парикмахером на дому, старший сын Филипп (Бенуа Мажимель) — менеджер по работе с клиентами в компании по ремонту квартир, старшая из дочерей Софи (Солен Бутон) готовится выйти замуж, а младшая Патрисия (Анна Михальчи) учится в школе, увлекается готами и постоянно пропадает где-то с друзьями.
Однажды в программе новостей передают сообщение, что девушка из их квартала вышла из дома и бесследно пропала.
Вечером Кристин везёт детей на знакомство к местному бизнесмену Жерару Куртуа (Бернар Ле Кок), за которого как будто планирует выйти замуж. Мать берёт ему в подарок бюст древнеримской богини Флоры, который очень дорог Филиппу. Жерар разводится со своей нынешней женой и продаёт свой богатый дом, собираясь купить другой в этом же районе. В конце вечера Жерар сообщает, что уезжает в командировку в Италию, а сам фактически исчезает из жизни Кристин — не звонит и не пишет писем. Однажды во время визита к клиенту Филипп замечает, что во дворе соседнего дома установлен подаренный бюст Флоры. Под покровом ночи Филипп похищает его и прячет в своей комнате.
На свадьбе Софи Филипп знакомится с подружкой невесты и её бывшей одноклассницей Стефани, которая предпочитает называть себя Сента (Лора Смет). Филиппа поражает внешнее сходство Сенты с бюстом Флоры. В тот же день между Филиппом и Сентой вспыхивает страстный роман. Во время прогулки вдоль морского побережья Сента рассказывает о своём прошлом. Она два года бездельничала и курила траву в Марокко, затем работала в стриптиз-баре в Нью-Йорке, а сейчас стала актрисой и моделью, участвует в съёмках и собирается поступать в театральный институт. Отца Сента практически не знала, а мать умерла при родах. Она живёт в подвале просторного, трёхэтажного, но крайне запущенного дома вместе с мачехой, которая вместе со своим другом занимается танцами, и абсолютно не общается с падчерицей. В саду у них под окнами обитает бомж (Мишель Дюшоссуа), которого Сента не любит, и он отвечает ей тем же.
Однажды после очередной страстной ночи Сента говорит Филиппу, что каждый человек, чтобы испытать полноту жизни должен совершить четыре вещи — посадить дерево, написать поэму, испытать однополую любовь и убить человека. Филипп воспринимает слова Сенты как шутку, однако она начинает настаивать на том, что они исключительная пара, и самым действенным доказательством этого станет убийство человека друг ради друга.
Вскоре Филипп натыкается на газетное сообщение о том, что ночью под мостом был задушен бродяга, с фотографией того бомжа, которого Филипп видел в саду у Сенты. Филипп приходит к Сенте, видит, что в саду у неё никого нет, и говорит ей, что убил бомжа, показывая газету в качестве доказательства.
Некоторое время спустя Сента приходит к Филиппу и рассказывает ему в подробностях, как убила Жерара, который так подло бросил её мать. Описание внешности и привычек убитого, которое даёт Сента, не совпадает с тем, реальным Жераром, которого знает Филипп, и он воспринимает всю эту историю как очередной розыгрыш со стороны Сенты.
Чтобы убедиться в этом, Филипп едет к дому Жерара, встречает его около дома и, успокоившись, уезжает. Вскоре Филипп встречает на улице якобы убитого бомжа, который говорит ему, что в газете перепутали его с другим бродягой, а он на самом деле некоторое время жил в хостеле для бездомных. Филипп даёт ему все имеющиеся у него при себе деньги и просит его больше никогда не появляться у дома Сенты. Филипп и Сента планируют отремонтировать третий этаж её просторного дома (где как-то подозрительно пахнет), и устроить там для себя квартиру.
Неожиданно Филиппа вызывают в полицию. Оказывается, на краже поймали его младшую сестру Патрисию, у неё обнаружили много краденых вещей, но инспектор обещает на первый раз её слегка припугнуть и через сутки отпустить её на свободу. Однако Филиппа просят пройти к комиссару полиции, который неожиданно спрашивает, что делал Филипп у дома Жерара Куртуа. Оказывается, несколько дней назад во время прогулки был убит кузен Жерара, который жил в его доме, пока тот был в отъезде. Полиция просила Жерара назвать всех, кого он встречал в последнее время около своего дома, и тот назвал среди прочих Филиппа. Филипп кое-как выкручивается, говоря, что был у клиента поблизости, после чего полиция отпускает его, однако устанавливает за ним слежку.
В ужасе, что Сента не шутила и на самом деле убила человека, Жерар приходит к ней. Она говорит, что это правда, и что он у неё второй, ранее она уже убила школьную подругу из-за парня, в которого была влюблена. Она ведёт его на третий этаж и показывает труп девушки. В этот момент в дом входят полицейские. Филипп говорит Сенте, что не оставит её никогда.

## В ролях
| Актёр                | Роль            |
| -------------------- | --------------- |
| Бенуа Мажимель       | Филипп Тардье   |
| Лора Смет            | Стефани         |
| Орор Клеман          | Кристин         |
| Бернар Ле Кок        | Жерар Куртуа    |
| Солен Бутон          | Софи Тардье     |
| Анна Михальчи        | Патрисия Тардье |
| Мишель Дюшоссуа      | бродяга         |
| Сюзанна Флон         | мадам Креспен   |
| Эрик Сенье           | Джекки          |
| Пьер-Франсуа Дюменио |                 |
| Филипп Дюкло         |                 |
| Тома Шаброль         |                 |
| Изильд Барт          |                 |

## Оценка критики
Фильм был хорошо принят критиками. Интернет сайт metacritic.com поставил фильму 74 балла из 100 на основании 20 рецензий, охарактеризовав их как «в целом благожелательные отзывы».
Дессон Томас из «Вашингтон пост» написал:
Шаброль выстраивает историю с тонким, почти клиническим нарастанием. Требуется большое внимание к казалось бы безобидным подробностям фильма, чтобы понять глубину замысла автора. Никогда ранее режиссёр не уделял столь пристального внимания сюжету, как и отклонениям человеческой психики... наслаждение здесь возникает в результате непрерывной сосредоточенности, а не от расслабленного созерцания
.
Ти Берр из «Бостон глоуб»:
Фильм раскрывает свои тайны медленно, и Шаброль затягивает шурупы не по законам голливудского саспенса, а холодным, ровным взглядом. Один из великих режиссёров Французской новой волны, с течением лет он, возможно, изменился меньше других, и здесь просматривается преемственность интонации и интерес к болезненному состоянию психики, которые тянутся от «Мясника» к «Церемонии» (также поставленной по книге Ренделл) к «Подруге невесты». Его сравнивали с Хичкоком постоянно на протяжении всей карьеры, но эти сравнения служат скорее для определения различий, чем сходств. Хичкок делал саспенс демонстративным и забавным. Шаброль базирует его на реализме и исследует ту туманную грань, за которой эксцентричность переходит в убийство
.